# Guzmania cabrerae
Guzmania cabrerae är en gräsväxtart som beskrevs av Amy Jean Gilmartin. Guzmania cabrerae ingår i släktet Guzmania och familjen Bromeliaceae. Inga underarter finns listade i Catalogue of Life.